# Pachymelus unicolor
Pachymelus unicolor är en biart som beskrevs av Henri Saussure 1890. Pachymelus unicolor ingår i släktet Pachymelus och familjen långtungebin. Inga underarter finns listade i Catalogue of Life.